# Wincenty Chwalibóg
Wincenty Chwalibóg herbu Strzemię (ur. ok. 1760–1761 roku) – kapitan 2. Regimentu Pieszego Koronnego w 1791 roku, członek Zgromadzenia Przyjaciół Konstytucji Rządowej, deputat na Trybunał Główny Koronny z województwa krakowskiego.